# تبدیل وایرشتراس
در ریاضیات تبدیل وایرشتراس یک تابع f : R → R که بعد از کارل وایرشتراس نامگذاری شده عبارت است از نسخه روان شده تابع f(x) بدست آمده از مقادیر میانگین f و با xهای وزن‌دار شده توسط تابع گوسی در مرکز.

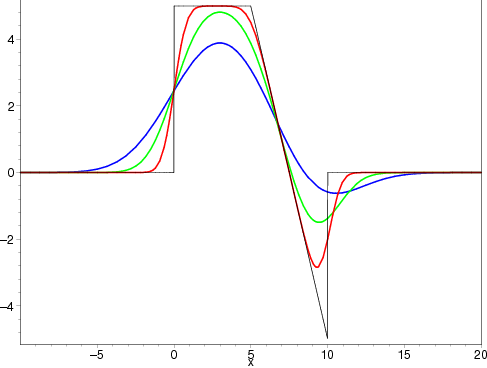
The graph of a function f(x) (gray) and its generalized Weierstrass transforms for t = 0.2 (red), t = 1 (green) and t = 3 (blue). The standard Weierstrass transform F(x) is given by the case t = 1, the green graph.

به‌صورت ویژه تابع F به صورت زیر تعریف می‌شود:
{\displaystyle F(x)={\frac {1}{\sqrt {4\pi }}}\int _{-\infty }^{\infty }f(y)\;e^{-{\frac {(x-y)^{2}}{4}}}\;dy={\frac {1}{\sqrt {4\pi }}}\int _{-\infty }^{\infty }f(x-y)\;e^{-{\frac {y^{2}}{4}}}\;dy~,}
کانولوشن تابع f با تابع گاوسی
{\displaystyle {\frac {1}{\sqrt {4\pi }}}e^{-x^{2}/4}~.}